# Microrregión de Maringá
La Microrregión de Maringá es una de las  microrregiones del estado brasileño del Paraná perteneciente a la Mesorregión del Norte Central Paranaense. Su población fue estimada en 2006 por el IBGE en 517.275 habitantes y está dividida en cinco municipios. Posee un área total de 1.573,276 km².

## Municipios
- Mandaguari
- Marialva
- Maringá
- Paiçandu
- Sarandi

- Datos: Q2667168